# Kiekebusch (Cottbus)
Kiekebusch, in lusaziano inferiore Kibuš, è una frazione della città tedesca di Cottbus.

## Storia
Il centro abitato di Kiekebusch venne nominato per la prima volta in un documento del 1427.
Già comune autonomo, venne aggregata alla città di Cottbus nel 2003.

## Amministrazione
La frazione è amministrata da un "consiglio locale" (Ortsbeirat).